# 1918 în film
- 1917 în cinematografie — 1918 în cinematografie — 1919 în cinematografie

## Filmele cu cele mai mari încasări
| Poziție | Titlu              | Încasări |
| ------- | ------------------ | -------- |
| 1.      | Stella Maris       |          |
| 2.      | Tarzan of the Apes |          |
| 3.      | Mickey             |          |
| 4.      | Shoulder Arms      |          |
| 5.      | Headin' South      |          |
| 6.      | Bound in Morroco   |          |